# Katastrofa lotu TAME 120

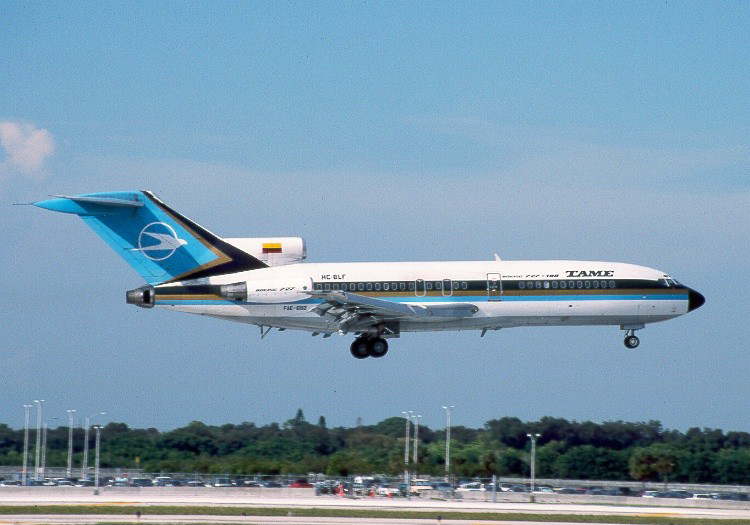
TAME Boeing 727-134

Katastrofa lotu TAME 120, która wydarzyła się 28 stycznia 2002. Boeing 727-134 lecący z Quito do Tulcán. Maszyna zderzyła się z wulkanem Cumbal kilka kilometrów od Tulcan. W wyniku katastrofy zginęły 94 osoby.

## Samolot
Boeing 727-124 został wyprodukowany w 1967, wylatał w powietrzu ok. 49 819 godzin. Maszyna wystartowała w lot z Quito do Cali w Kolumbii z międzylądowaniem w Tulcan.

## Katastrofa
Maszyna schodziła do lądowania na lotnisku w Tulcan. Boeing skontaktował się z wieżą o 10:23, a po kilku chwilach maszyna rozbiła się o wulkan Cumbal ok. 20 km od Tulcan w kolumbijskim miasteczku Ipiales. Maszyna rozbiła się na wysokości 15 626 stóp (4763 m). Nikt nie przeżył katastrofy.

## Przyczyny katastrofy
Główną przyczyną katastrofy były złe warunki atmosferyczne – w okolicach wulkanu panowała gęsta mgła. Prawdopodobnie piloci zauważyli wulkan Cumbal zbyt późno, by uniknąć z nim kolizji.